# Giovanni Raicevich
Giovanni Raicevich, né le 10 juin 1881 à Trieste, alors en Autriche-Hongrie, et mort le 1er novembre 1957 à Rome, est un lutteur professionnel et acteur italien.

## Carrière

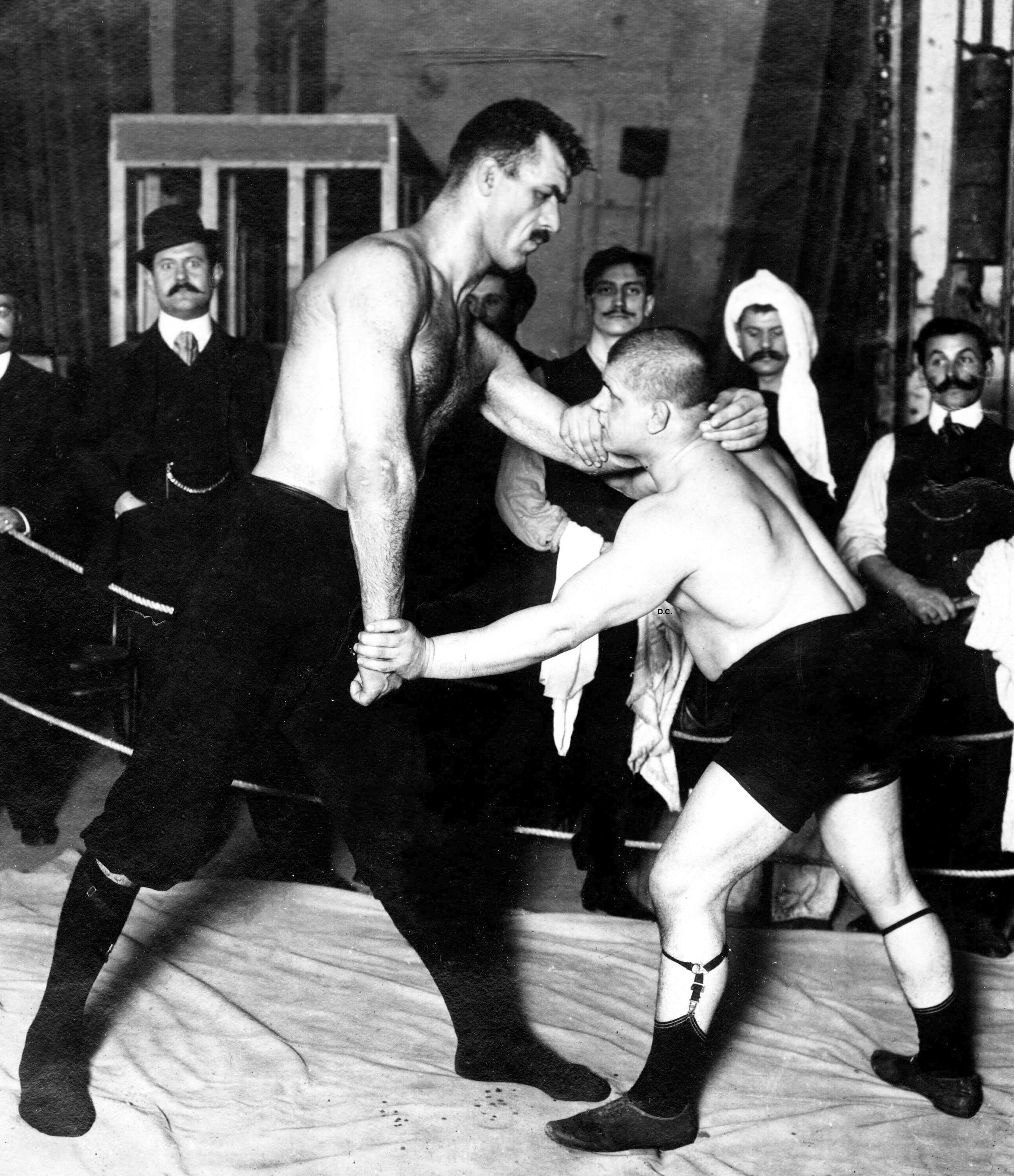
Raicevich (à droite) contre Simon Antonić en 1905.

Giovanni Raicevich, avec ses frères Roberto Massimo et Emilio Ruggerio Raicevich, naît dans une famille de champions de lutte gréco-romaine. Giovanni Raicevich, aidé par ses frères, commence ses activités en ouvrant un gymnase à Trieste. En 1902, lui et ses frères se rendent à Alexandrie où tous trois deviennent champions d'Italie dans trois catégories différentes. Bien qu'ils soient originaires d'Autriche-Hongrie, ils poursuivent leurs carrières en Italie.
En 1905, il remporte les tournois internationaux de Liège, de Krefeld et de Westphalie et le championnat d'Europe. En 1906, il remporte le championnat d'Amérique du Sud. En 1907, il devient champion du monde en battant le champion français Laurent le Beaucairois. Il répète le succès le 16 février 1909 au Teatro Dal Verme de Milan, contre le Français Paul Pons, l'un des meilleurs lutteurs de tous les temps. Il est également champion d'Italie dans la spécialité sans interruption de 1907 à 1929 lorsqu'il quitte le sport de compétition invaincu après son triomphe face au Tchèque Hans Kavan.
Malgré sa taille de 1,72 mètre (avec un poids allant de 82 kg en 1902 à 110 kg en 1912), il se bat contre des personnes de plus grande stature et en sort toujours vainqueur. Sa force physique lui vaut des rôles de chromatographie cinématographique dans plusieurs films de la série Maciste, dont L'Uommo de la foresta de 1922 réalisé par le réalisateur Ubaldo Maria Del Colle.
En 1915, pendant la Première Guerre mondiale, il sert dans l'armée et combat du côté italien à Piave et Isonzo.
Il passe sa retraite en vivant avec la pension de 5 000 lires par mois du CONI. Il meurt à Rome le 1er novembre 1957 à l'âge de 76 ans.
Le 7 mai 2015, en présence du président du Comité national olympique italien (CONI), Giovanni Malagò, a été inauguré le Walk of Fame du sport italien dans le parc olympique du Foro Italico de Rome, le long de Viale delle Olimpiadi. 100 tuiles rapportent chronologiquement les noms des athlètes les plus représentatifs de l'histoire du sport italien. Sur chaque tuile figure le nom du sportif, le sport dans lequel il s'est distingué et le symbole du CONI. L'une de ces tuiles lui est dédiée.

## Récompenses
- Commandeur de l'Ordre de la Couronne d'Italie (1934).